# Marcela Torres Peimbert
Maria Marcela Torres Peimbert (Ciudad de México; 7 de octubre de 1961) es una política mexicana, militante del Partido Acción Nacional (PAN) desde 1991. 
Fue presidente del Sistema de Desarrollo Integral para la Familia (DIF) del municipio de Querétaro (1997-2000), así como Presidente Honoraria del Sistema Estatal para el DIF de Querétaro, durante los gobiernos de su expareja Francisco Garrido como presidente municipal y gobernador de Querétaro respectivamente. 
Fue diputada federal por Querétaro en la LXI Legislatura (2009-2012) por la vía plurinominal por designación directa de CEN del PAN. 
En 2012, tras la resolución del Trife para garantizar un mínimo de 40% de participación de mujeres en el congreso, el CEN del PAN sustituyó a Raúl Orihuela en la fórmula con Francisco Domínguez al Senado. La nueva fórmula Domínguez- Torres ganó por mayoría relativa al PRI por lo se desempeñó como Senadora de la República por el estado de Querétaro del 2012 al 2018.

## Formación y Trayectoria Política
Marcela Torres Peimbert cursó la licenciatura en Educación Especial en la Universidad de las Américas y realizó una Maestría de Estudios en Psicoterapia Familiar Sistemática por el Instituto de la Familia A.C.. Al terminar la carrera, se desempeñó como terapeuta en diversas clínicas de atención psicológica y psicoterapia. Encabezó la dirección del Centro Terapéutico de Atención Integral y el Departamento de Psicopedagogía en el Colegio Fontar.
A finales de los ochenta, Marcela Torres inició su carrera política, apoyando como voluntaria algunas campañas electorales del Partido Acción Nacional (PAN), en 1991 se afilia de manera formal al partido, en dónde ha desempeñado varios cargos, actualmente es Consejera Nacional.
Como Diputada por el PAN en la LXI Legislatura, fue integrante de las Comisiones de Hacienda y Crédito Público, Cultura, Especial para la lucha contra la Trata de Personas y Secretaria en las Comisiones de Participación Ciudadana y Especial para la Niñez.
Participó activamente en la campaña de Josefina Vázquez Mota, promoviendo la participación de la mujer y de las organizaciones de la sociedad civil.
En 2012 se postuló como Senadora por el PAN por Mayoría Relativa, para representar al Estado de Querétaro, obteniendo la mayoría de votos en las elecciones. 
Actualmente como Senadora es Secretaria de la Comisión de Anticorrupción y Participación Ciudadana; integrante de la Comisión de Radio, Televisión y Cinematografía, Comisión de Educación, y Relaciones Exteriores de América Latina y el Caribe.
En 2015 Ricardo Anaya la nombró, Secretaría Nacional de Promoción Política de la Mujer en el Comité Ejecutivo Nacional del Partido Acción Nacional.